# Sea of Faith
Das Sea of Faith Network (Sea of Faith) ist eine religiöse Vereinigung mit dem festgesetzten Ziel, den Glauben als eine menschliche Schöpfung zu erforschen und zu fördern.

## Geschichte
Die Sea of Faith-Bewegung startete 1984 als eine Reaktion zu Don Cupitts Buch und Sea of Faith (Fernsehserien), die beide als Sea of Faith betitelt wurden.  Cupitt ist ein Philosoph, Theologe, anglikanischer Priester und ehemaliger Dekan des Emmanuel College in Cambridge und studierte in den 1950er Jahren Naturwissenschaften und Theologie an der University of Cambridge.  In den Büchern und Fernsehserien befragte er das westliche Denken über Religionen und zeichnete einen Übergang von den traditionellen realistischen Religionen zu der Sichtweise, dass Religion einfach eine menschliche Kreation ist.
Der Name Sea of Faith ist ein Zitat aus Matthew Arnolds Gedicht Dover Beach. Darin äußert der Dichter sein Bedauern darüber, dass der Glaube an eine übernatürliche Welt langsam verschwindet.

## Organisation
Im Anschluss der Fernsehserien bildeten sich kleine Gruppe von christlichen Geistlichen und Laien; eine erste UK Konferenz fand im Jahr 1988 statt. Jährliche nationale Konferenzen sind seitdem ein Charakteristikum des Netzwerks geworden.
Das Sea Of Faith Network hält jährlich regionale und nationale Konferenzen. Es gibt die Zeitschrift Sea of Faithia alle zwei Monate heraus. Außerdem pflegt die Gruppe eine Website und eine Diskussionsgruppe online.
Aktuell gibt es Netzwerke im Vereinigten Königreich, Neuseeland und Australien mit verstreuter Mitgliedschaft in Nordirland, Südafrika, Frankreich, den USA und den Niederlanden. Laut eigenen Angaben sollen etwa 2.000 Mitglieder der Bewegung angehören (Stand: 2004).

## Inhalte
Sea of Faith hat keinen offiziellen Glaubenssatz. Ziel der Bewegung ist die Erforschung und Förderung des Glaubens als eine menschliche Kreation. In diesem überspannt es ein breites Spektrum von Glaubenspositionen aus einerseits kompromisslosen Nonrealismus und kritischen Realismus andererseits. Einige Mitglieder beschreiben sich selbst als einer der liberalen oder radikalen Flügeln des konventionellen Glaubens (siehe: Liberales Christentum), währenddessen es sich andere aussuchen sich selbst als religiös oder christliche Humanisten zu bezeichnen (siehe: Humanismus). Einige bezeichnen sich sogar selbst als Agnostiker, Atheisten oder simple Nontheisten (siehe: Christlicher Atheismus).
Sea of Faith Angehörige üben keine besonderen Zeremonien aus; viele Mitglieder bleiben in ihrer eigenen (meist christlichen) Religion aktiv; andere haben keine religiöse Zugehörigkeit.
Cupitt und seine Schüler nennen sich "non-realistic". Damit meinen sie, dass Gott zwar als Symbol, Metapher oder Projektion "real" sei, aber nach außenhin keine objektive Existenz habe.  Nonrealismus bedeutet daher eine Ablehnung von all dem Supranaturalismus, indem solche Konzepte wie Wunder, Leben nach dem Tod und Geisterbeschwörung inkludiert sind.
Cupitt behauptet, Gott sei die Summe unserer Werte, die für uns ihre ideale Einheit, ihre Ansprüche an uns und ihre schöpferische Kraft darstellen. Cupitt nennt dies eine freiwillige Interpretation vom Glauben, eine komplett entmystifizierte Version des Christentums. Es beinhalte den Anspruch, dass sogar nachdem wir die Idee des religiösen Glaubens aufgegeben haben, Religion immer noch auf neuen Wegen geglaubt und praktiziert werden kann.

## Einfluss des Gründers
Cupitt hat seit 1971 Dutzende von Büchern veröffentlicht, in denen er seine Lehre weiterentwickelt. In frühen Büchern, etwa Taking Leave of God und The Sea of Faith, behauptet Cupitt, Gott allein sei non-real, aber am Ende der 1980er, wo es sich zur Postmoderne hin wendet, beschreibt er seine Position als leeren radikalen Humanismus.
Cupitt war zwar bei der Gründung von Sea of Faith maßgeblich, ist dennoch nicht Vorsteher der Vereinigung. Den Mitgliedern steht es frei, Cupitts Ansichten zu widersprechen. Cupitt und das Netzwerk betonen die Wichtigkeit der kritischen Hinterfragung und lehnen autoritäres Verhalten ab.

## Kritik
Walter Schwarz schrieb 1993 im Guardian, dass die Sea of Faith Beweung nach acht Jahren immer noch nur einige Hundert Mitglieder verzeichnen könne. Die Lehre vom "Nicht-Realismus" sei nach Schwarz nicht anziehend, und Cupitts dogmatische Leugnung der Realität (aller Realität) sei "steril und selbstzerstörerisch". Alvin Plantinga nannte die Bewegung "eine liebenswürdige Art von Zerstreuung" (an amiable sort of dottiness).

## Bibliografie
- The Sea of Faith, Don Cupitt, BBC Books, 1984, Cambridge University Press 1988 edition: ISBN 0-521-34420-4.
- God in Our Hands, Graham Shaw, SCM, 1987.
- God in Us, Antony Freeman, SCM, 1993.
- Faith in Doubt: Non-realism and Christian Belief, David Hart, Mowbrays, 1993.
- A Reasonable Faith: Introducing Sea of Faith Network, David Boulton, Sea of Faith, 1996.
- Agenda for Faith, Stephen Mitchell, Sea of Faith, 1997.
- Emptiness & Brightness, Don Cupitt, Polebridge Press, 2001.
- God in the Bath: relaxing in the everywhere presence of God, Stephen Mitchell, O Books, 2006, ISBN 1-905047-65-7.
- Odyssey on the Sea of Faith: The Life and Writings of Don Cupitt, Nigel Leaves, Polebridge Press, 2004, ISBN 0-944344-62-3.
- Surfing on the Sea of Faith: The Ethics and Religion of Don Cupitt, Nigel Leaves, Polebridge Press, 2005, ISBN 0-944344-63-1.